# Râul Izvorul Arinișului
Râul Izvorul Arinișului este un curs de apă, afluent al râului Rebra. 